# Stigmatopora
Stigmatopora es un género de peces singnatiformes de la familia Syngnathidae, nativo de los océanos Índico y Pacífico.

## Especies
Se reconocen las siguientes especies:
- Stigmatopora argus (J. Richardson, 1840)
- Stigmatopora harastii (Short y Trevor-Jones, 2020)
- Stigmatopora macropterygia (A. H. A. Duméril, 1870)
- Stigmatopora narinosa (Browne y K. Smith, 2007)
- Stigmatopora nigra (Kaup, 1856)